# 흥선대원군 이하응필 묵란도
흥선대원군 이하응필 묵란도(興宣大院君李昰應筆墨蘭圖)는 석파 이하응이 1891년에 유모씨의 부탁으로 그린 열 두 폭의 석란도(石蘭圖)이다. 2002년 3월 15일 서울특별시의 유형문화재 제142호로 지정되었다.
서울시 종로구 신문로에 위치한 서울역사박물관에 소장되어 있다. 이 병풍은 가로 약 6m 세로 약 2m 크기이며 그림은 두 폭씩 대칭구도를 이루도록 배치되어 있고 병풍 각 폭의 좌·우측에 그림의 제목이 씌어있다. 병풍의 각 폭에는 다양한 괴석과 난초의 입이 뿌리에서 촘촘히 자라나 위로 한껏 기세를 뿜으며 완곡하게 퍼지는 이하응의 전형적인 후기 난초의 필법이 잘 나타나 있다. 이하응의 서체는 추사 김정희의 영향을 받았으나 만년에는 자신만의 독특한 경지를 선보이게 되는데 행서로 쓰인 이 화제의 서체는 그의 만년 작품에서 잘 볼 수 있다. 이 병풍은 드물게 보는 열 두 폭 병풍으로 병풍의 그림은 석파가 정계에서 물러나 은거생활을 하며 그림에 몰두한 시기의 대표적인 작품이다.

## 개요
흥선대원군으로 보다 잘 알려진 석파(石坡) 이하응(1820∼1898)이 만 71세(1891년) 때에 유모(劉某)의 부탁을 받고 그린 12폭 석란도(石蘭圖)이다.
그림들은 2폭씩 대칭구도를 이루도록 배치되어 있는데, 각 폭에는 다양한 괴석과 난초가 어울려 있다. 난초잎은 뿌리에서 촘촘히 자라나 위로 한껏 기세를 뿜으며 부드럽게 퍼지게 표현되었는데, 전형적인 그의 후기 난초의 모습이 잘 나타나 있다. 바위의 경우 당시의 서화가인 정학교(丁學敎, 1832∼1914)가 그린 괴석의 영향을 반영하여 각진 형태의 바위가 첩첩이 쌓인 모습, 기타 부드러운 바위 등을 폭에 따라 배치하였다.
흥선대원군의 서체는 추사 김정희의 영향을 받아 발달했으나 만년에는 자신만의 독특한 경지를 선보이게 되었는데, 행서(行書)로 쓰여진 이 병풍의 그림 제목은 그의 만년 작품에 잘 보이는 것이다. 그림 제목은 병풍 좌우측에 산문 형식으로 쓰여져 있는데 자신이 이 병풍을 유모라는 사람에게 그려주게 된 연유, 병풍 형식의 변천과정, 이 그림이 진정한 감상의 대상이 되기를 바라는 생각 등을 적었다. 그리고 맨 마지막 폭에는 그림을 그린 시기와 흥선대원군 자신이 회혼(回婚)을 맞은 사실을 써 놓았다.
이 병풍은 드물게 보는 12폭 병풍으로 각 폭의 아래부분이 약간씩 상했으나 그림 부분의 보존상태는 매우 양호한 편이다. 전체적으로 돋보이는 화면 구성, 활달하고 분방한 필치, 유려한 용묵법 등 흥선대원군의 노년기 원숙한 묵란(墨蘭) 양식을 잘 보여주는 작품으로 평가된다.

## 지정 사유
이 작품은 石坡 李昰應(1820～1898)이 1891년(72세, 만 71세)에 劉某의 청에 의해 그린 12폭 石蘭圖로 그의 노년기 원숙한 墨蘭 樣式을 잘 보여주는 작품이다.
그림들은 2폭씩 대칭구도를 이루도록 배치되어 있는데, 각 폭에는 다양한 怪石과 蘭葉이 뿌리에서 촘촘히 자라나 위로 한껏 기세를 뿜으며 완곡하게 퍼지는 전형적인 그의 후기 난초의 모습이 잘 나타나 있다. 바위의 경우, 당시 丁學敎 怪石의 영향을 반영하여 각진 형태의 바위가 첩첩이 쌓인 모습, 기타 부드러운 바위 등을 폭에 따라 배치하였다. 활달하고 분방한 필치, 유려한 用墨法 등 石坡의 노년기 작품의 특색이 잘 드러난 이 그림은 국립중앙박물관 소장 1892년 작 對聯, Harvard大學
Arthur M. Sackler Museum 소장 1892년 작 10폭 병풍과 유사하다.
石坡의 書體는 秋史 金正喜의 영향을 받아 발달했으나 만년에는 자신만의 독특한 경지를 선보이게 되는데, 行書로 쓰여진 이 병풍의 畵題는 그의 만년 작품에 잘 보이는 것이다.
畵題는 병풍 각 폭의 좌우측에 산문 형식으로 쓰여져 있다. 여기에 석파는 자신이 이 병풍을 劉某라는 사람에게 그려주게 된 연유, 병풍 형식의 변천과정, 이 그림이 진정한 감상의 대상이 되기를 바라는 생각 등을 적었다. 그리고 맨 마지막 폭(第12幅)에서는 제작시기(1891년)와 石坡 자신이 回婚을 맞은 사실을「石坡七十二歲 回巹老人作」이라는 글을 통해 나타내고 있다.
이 병풍은 드물게 보는 12폭 병풍이다. 병풍의 그림은 石坡가 정계에서 물러나 은거생활을 하며 그림에 몰두한 시기의 대표적 작품으로, 그 畵風, 書體, 印章, 畵題 내용 등으로 보아 眞作으로 판단된다.
每 幅 하단부가 약간씩 상했으나 그림 부분의 보존상태는 양호한 바 문화재적 가치가 매우 높다. 또한 이 작품은 전체적으로 돋보이는 화면 구성, 활달하고 분방한 필치, 유려한 用墨法 등의 측면을 볼 때 석파의 대표작이자 기준작에 속한다.

## 참고 자료
- 흥선대원군 이하응필 묵란도 - 국가유산청 국가유산포털

 본 문서에는 서울특별시에서 지식공유 프로젝트를 통해 퍼블릭 도메인으로 공개한 저작물을 기초로 작성된 내용이 포함되어 있습니다.